# Jesus led mig varje dag
Jesus led mig varje dag är en sång från 1888 med text och musik av Frank M. Davis.

## Publicerad i
- Musik till Frälsningsarméns sångbok 1907 som nr 77.
- Frälsningsarméns sångbok 1929 som nr 159 under rubriken "Helgelse - Bön om helgelse och Andens kraft".
- Frälsningsarméns sångbok 1968 som nr 244 under rubriken "Det Kristna Livet - Andakt och bön".
- Frälsningsarméns sångbok 1990 som nr 465 under rubriken "Ordet och bönen".